# Plectopylidae
Plectopylidae is een familie van weekdieren uit de klasse van de Gastropoda (slakken).

## Geslachten
- Chersaecia Gude, 1899
- Endoplon Gude, 1899
- Endothyrella Zilch, 1960
- Gudeodiscus Páll-Gergely, 2013
- Halongella Páll-Gergely, 2015
- Hunyadiscus Páll-Gergely, 2016
- Naggsia Páll-Gergely & Muratov, 2016
- Plectopylis Benson, 1860
- Sicradiscus Páll-Gergely, 2013
- Sinicola Gude, 1899